# Inkluderende feminisme-initiativet
Inkluderende feminisme-initiativet (IFI), även kallat bara Inkluderende feminisme, är en norsk feministisk organisation. Organisationens syfte är att arbeta för intersektionell feminism, jämställdhet och inkludering, baserat på mänskliga rättigheter. IFI har sedan 2022 arrangerat Inkluderande 8 mars, tillsammans med Sex och Politik, Fri och andra organisationer.

## Historia och fokus
IFI grundades av en grupp feminister som svar på ökad transfobi och antigenuspopulism i det norska samhället, och för att bygga en bred och inkluderande feministisk rörelse i Norge, som arbetar utifrån mänskliga rättigheter och respekt för allas människovärde. IFIs värdedokument understryker att feminism måste vara baserad på mänskliga rättigheter, och de ständigt utvecklande kamperna för utsatta minoriteter.
Extremismekommissionens rapport påpekade 2024 att HBTIQ+-rättigheter är under ökat tryck från extrema rörelser. UN Women varnade samma år för extrema antirättighetsrörelser som använder hatpropaganda och desinformation för att skada och försöka delegitimera människor med mångfaldiga sexuella läggningar, könsidentiteter, könsuttryck och könskarakteristika, och uttalade att "kampen för HBTIQ+-personers mänskliga rättigheter kan inte separeras från kampen för kvinnors rättigheter och jämlikhet. De som kämpar för kvinnors och HBTIQ+-personers mänskliga rättigheter delar målet om fria och rättvisa samhällen". Även Norge har under 2020-talet präglats av antigenuskampanjer mot transpersoner. Norge upplevde 2022 ett terrorangrepp som riktades mot den queera befolkningen och Oslo Pride. Styrelseordföranden i FRI Oslo och Viken, Marianne Gulli, betonade att IFI "är viktig för att kunna skapa en feministisk gemenskap som har plats för alla".

### Inkluderande 8 mars
IFI är initiativtagare till och huvudarrangör av Inkluderande 8 mars i Oslo, ett av de två stora kvinnodagsarrangemangen i Oslo, i samarbete med flera andra feministiska och queera organisationer som den breda paraplyorganisationen Sex och Politik, Sexualpolitiska Nätverket för Ungdom, Fri, Skeiv Verden, radiOrakel och Grön Ungdom. Inkluderande 8 mars beskriver sig som ett arrangemang som är öppet för alla kön och som tar avstånd från rasism, transfobi, homofobi, fascism och funkofobi.